# 小行星11277
小行星11277（11277 Ballard）是一颗绕太阳运转的小行星，为主小行星带小行星。该小行星于1988年10月8日发现。

## 轨道参数
小行星11277的轨道半长轴为2.4031350 UA，离心率为0.239。